# Серцевина квітки (геральдика)
Серцевина квітки — у геральдиці кругла частина всередині стилізованої геральдичної квітки у вигляді зверху, наприклад, в троянді.
Ця серцевина квітки також відома як квітколоже. Підкреслюється переважно іншими тинктурами. Як правило, це золото. Тоді це має бути спеціально зазначено в описі герба.

## Приклади

Золота серцевина квітки срібній троянді в гербі округу Шведт міста Вірраден
Срібні серцевини квітки у двох синіх волошках на гербі громади Лангенберг (район Гютерсло)
Срібні серцевини квітки в двох золотих шестипелюсткових квітках на гербі Майотти, Франція